# Kooraban-Nationalpark
Der Kooraban-Nationalpark ist ein Nationalpark im Südosten des australischen Bundesstaates New South Wales, etwa 68 km westlich von Cooma und rund 15 km nordwestlich von Bermagui.
Der Park liegt südlich des Tuross River zwischen dem Gulaga-Nationalpark im Osten und dem Wadbilliga-Nationalpark im Westen.  In dem waldbestandenen Nationalpark sind besonders Koalas und etliche vom Aussterben bedrohte Froscharten geschützt. Zugänglich ist der Kooraban-Nationalpark über eine unbefestigte Straße von Wandella nach Narooma an der Küste und zwei Abzweige nach Eurobodalla und Dalmeny.